# 東京高速道路

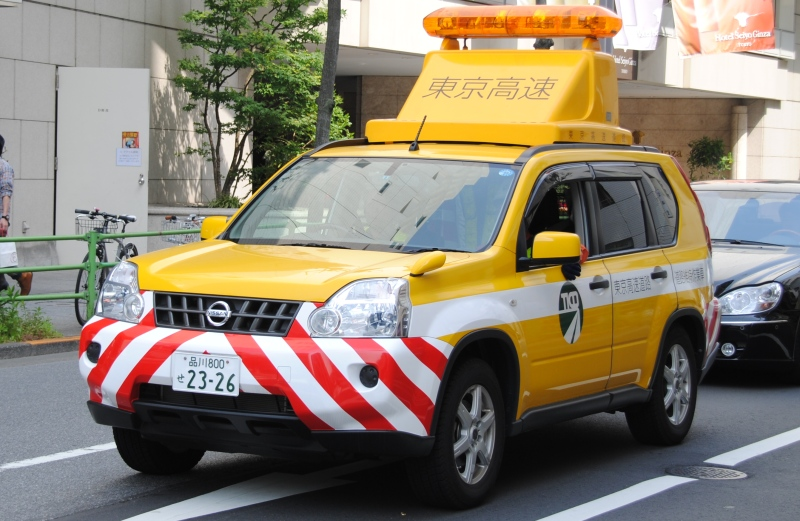
東京高速道路巡邏車

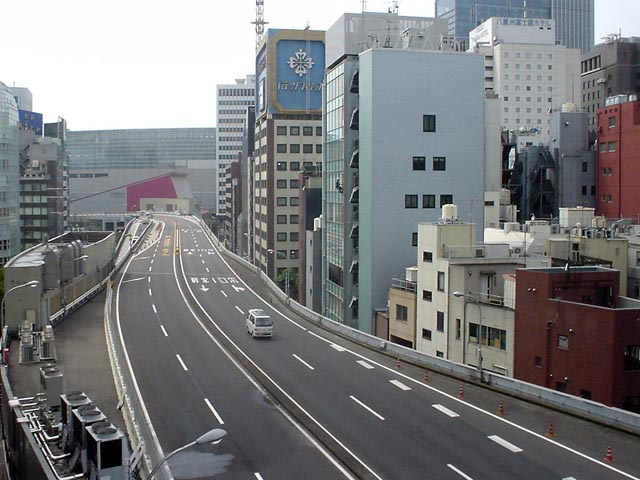
新京橋出口附近景觀（朝西銀座系統交流道方向）

東京高速道路（日语：／ tōkyō kōsoku dōro */?）是位於日本東京都中央區的高架快速道路，編號為D8。由於其經營者為東京高速道路株式會社（／ tōkyō kōsoku dōro kabushiki kaisha），因此該道路也被稱為東京高速道路株式會社線、會社線或KK線；其中又以「KK線」的通稱較為常用，「KK」為株式會社的日語羅馬字縮寫。
KK線於1959年部分開通，1966年全線開通；道路下方為出租式的商場空間，兩者以一體化的方式修建。為配合首都高日本橋路段的改建工程，KK線除東銀座出口以外的路段於2025年4月5日全面停止運行，道路部分將轉型為帶狀公園型態的複合式公共空間。

## 概要
東京高速道路長約2公里，起點位於蓬萊橋（東京都中央區銀座8丁目），終點位於新京橋（東京都中央區銀座1丁目），路線大致上環繞銀座西側。此道路在京橋系統交流道和汐留系統交流道與(C1)環狀線連接（並於西銀座系統交流道與(Y)八重洲線連接），形成一條繞行道路。其中，由東京高速道路株式會社真正管理的範圍是白魚橋乘繼所－汐留乘繼所及西銀座系統交流道－西銀座乘繼所路段。
在道路指示標誌中很少使用「東京高速道路」此稱呼。雖然稱為「高速道路」，但實際上此道路並非完全的自動車專用道路：根據道路法及道路運送法，此道路既是自動車専用道路，也是一般自動車道。
此外，由於東京都廳規定使用河川的建設不得收費，因此使用此道路不須支付通行費。而東京高速道路株式會社藉由租賃高架道路下方房屋維持營運（由於有管理高速道路且有收入，該公司也有加入日本收費道路協會）。

### 廢止計劃
2020年1月1日，據東京新聞報導，計劃在2030年後，首都高速都心環狀線日本橋附近的地下隧道通車的同時，停用該路線，並在西銀座至京橋區段新挖地下隧道作為替代方案。此舉是考量該路線道路狹窄且彎道過急，大型車輛（巴士和大貨車等）無法通行而所做出的決策。雖然也有改建該路線並繼續使用的方案，但考慮到對高架下的商家的影響過大，因此並未採納此方案。
東京都的專家研討會（KK線の活用を考える東京都による有識者検討会）建議仿效紐約高線公園和巴黎勒內·杜蒙綠色長廊，將停用的高架道路轉變為「空中回廊」，作為廣場和步道使用，並正在徵求各方意見。
2022年2月4日，東京都發表了「東京都市計劃道路　都市高速道路第1號線等的變更（草案）」，明確指出KK線將被停用。
東京高速道路與首都高速道路先是在2024年11月11日宣布KK線預計在2025年4月停用，並在2025年2月14日宣布正式停用時間為4月5日20時，除了東銀座出口會作為首都高速1號線的一部分繼續使用外，剩餘路段將計劃改為空中回廊。

## 歷史
1951年（昭和26年），為了緩和戰後銀座復興後飽和的車流量，商界23名人士成立東京高速道路株式會社。工程將汐留川、京橋川及銀座旁的江戶城護城河（外堀）填平，並在上方興建高架之高速道路及商店。部分路段於1959年開通，全線於1966年通車。

### 年表
- 1951年（昭和26年）12月13日：東京高速道路株式會社正式成立。
- 1959年（昭和34年）6月：土橋入口（日语：土橋入口）－城邊橋出口間開放單向通行。
- 1963年（昭和38年）12月：蓬萊橋－紺屋橋間開放雙向通行。
- 1964年（昭和39年）8月2日：(Y)八重洲線汐留系統交流道 - 新橋出入口（日语：新橋出入口）間開放通行[18]、蓬萊橋通往首都高速的聯絡道（羽田方向）開放通行。
- 1966年（昭和41年）7月2日：蓬萊橋 - 新京橋間開放通行，全線通車、(C1)環狀線京橋系統交流道（日语：京橋ジャンクション）開放通行[19]。
- 1973年（昭和48年）2月15日：(Y)八重洲線西銀座系統交流道（日语：西銀座ジャンクション） - 神田橋系統交流道（日语：神田橋ジャンクション）通車[20]。

## 出入口
| 出入口 編號 | 中文設施名             | 日文設施名 | 英文設施名 | 接續路線名                                | 備註               |
| ----------- | ---------------------- | ---------- | ---------- | ----------------------------------------- | ------------------ |
|             | 汐留乘繼所             |            |            | 八重洲線 汐留JCT、濱崎橋JCT方向           |                    |
| 1           | 新橋出入口             |            |            |                                           | 北池袋方向出入口   |
| 2           | 土橋入口               |            |            |                                           | 往北池袋方向的入口 |
|             | 西銀座JCT/西銀座乘繼所 |            |            | 八重洲線 上行方向                         |                    |
| 3           | 西銀座入口             |            |            |                                           | 往新橋方向的入口   |
| 4           | 新京橋出口             |            |            |                                           | 新橋方向起的出口   |
| 5           | 東銀座出口             |            |            |                                           | 上野方向起的出口   |
|             | 白魚橋乘繼所           |            |            | 首都高速都心環狀線 京橋JCT、江戶橋JCT方向 |                    |

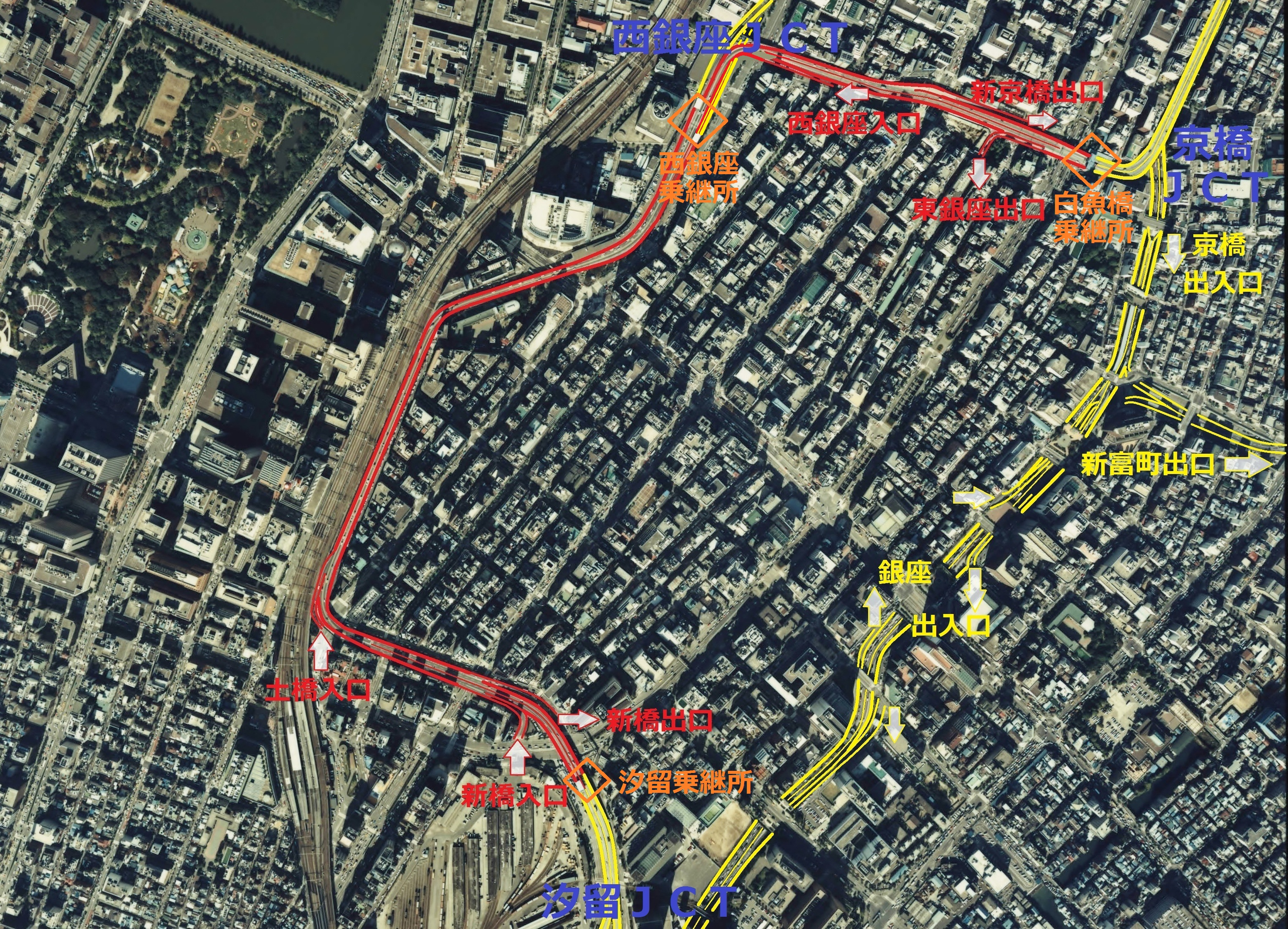
紅色路線為東京高速道路，黃色路線為首都高速。（1984年）。

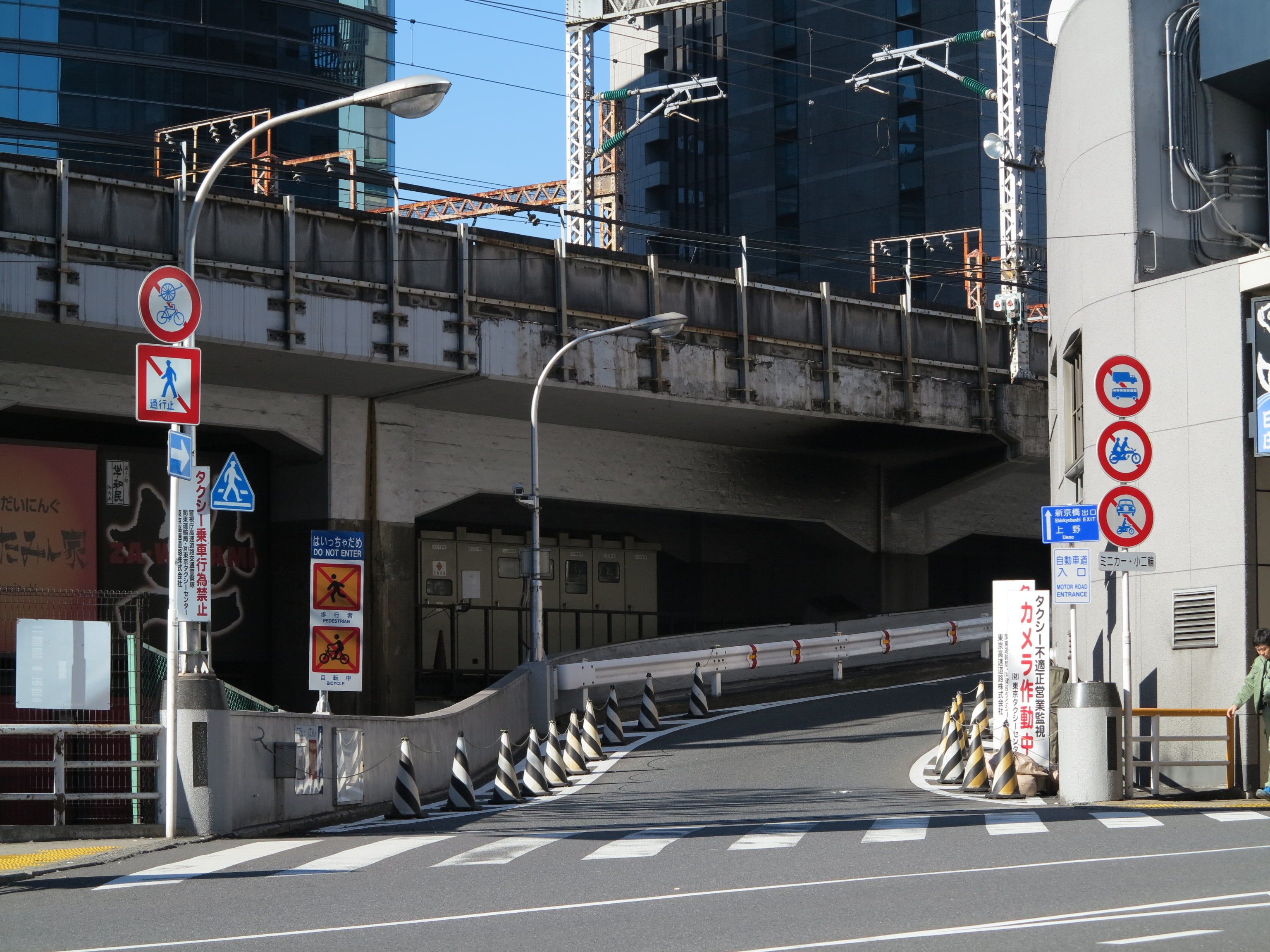
土橋入口

- 白魚橋乘繼所（日语：白魚橋乗継所）－京橋系統交流道（日语：京橋ジャンクション）路段實際上為首都高速道路8號線，由於路線太短，通常視為(C1)環狀線的一部分。

## 通行規定
根據「道路交通法」，不能通行的車種如下：
- 輕型車[21]
- 迷你車[22]
- 摩托化自行車
- 容積小於125 cc的摩托車（超過125cc摩托車除邊車外不得載運超過1人[23]）
- 特定中型汽車（總重量為8噸以上不滿11噸、最大載重量為5噸以上不滿6.5噸的貨車和公共小型巴士）
- 大型車輛

## 首都高速與東京高速道路乘繼
從首都高速（收費道路）的3個乘繼所（汐留乘繼所、西銀座乘繼所和白魚橋乘繼所）進入到東京高速道路（免費）區間，若在10分鐘內持乘繼券回到首都高速就不必支付2次過路費。
2013年12月15日以後，由於(Y)八重洲線解除長期通行禁止，乘繼的時間從30分鐘縮短至10分鐘。裝有ETC的車輛不用索取乘繼券，不須在乘繼所停車。

## 不動產租賃
東京高速道路株式會社利用高架道路下方的空間興建14座建物（共10,000 m2）並招租。這些建物大多作為商業用途及停車場（其總部就設在其中之一的北有樂大樓2樓）。
由於此道路下方的建物為河川填平騰出來的土地，又其中一些河川為中央區、千代田區和港區的邊界，因此當店家想要收寄郵件、包裹時需要與面向店家入口方向的房屋共用地址。

## 外部連結
- 東京高速道路株式會社 （日語）
- Roof Park Project （页面存档备份，存于）（KK線再生計劃） （日語和英語）